# Thorold Dickinson
Thorold Barron Dickinson (16 de novembre de 1903 – 14 d'abril de 1984) va ser un director de cinema, guionista i productor de cinema i primer professor universitari de cinema del Regne Unit. El treball de Dickinson va rebre molts elogis, i el seu company Martin Scorsese el va descriure com "un artista apassionat i intel·ligent únic. .. No tenien una oferta infinita."

## Primers anys
D'ascendència noruega, el seu pare va ser l'Ardiaca de Bristol de 1921 a 1927, Dickinson es va educar al Clifton College i Keble College (Oxford) on va llegir teologia, història i francès. Va ser enviat d'Oxford l'últim any pel seu interès pel teatre i el cinema el va fer descuidar els estudis; es va inspirar en les conferències impartides per Edward Gordon Craig. Durant la seva estada a Oxford va interrompre els seus estudis per observar la indústria cinematogràfica a França on va treballar amb George Pearson, el pare d'un amic d'Oxford. Va escriure per a Pearson el guió de The Little People (1926). Després d'això, va observar la transició al so de la indústria estatunidenca a Nova York el 1929. Als anys 20 i 30 va ser actiu a la London Film Society, encarregant-se de la presentació tècnica de pel·lícules. A l'LFS, va ajudar a presentar el treball dels directors soviètics Serguei Eisenstein i Dziga Vértov al públic britànic, i el 1937 va organitzar un programa notable en protesta per la invasió italiana d'Abissínia, Record of War.

## Carrera
Dickinson va treballar com a editor a pel·lícules com Love's Option (1928), Auld Lang Syne (1929), Loyalties (1933) i Sing As We Go! (1934). La seva primera experiència com a director va ser a Java Head (1934), quan va prendre el relleu després que J. Walter Ruben va emmalaltir i no va poder continuar. Va esdevenir vicepresident de l'Associació de Tècnics de Cine l'any 1936, observant la indústria cinematogràfica soviètica per al sindicat artesà l'any següent, i va romandre al càrrec fins a 1953.
El primer llargmetratge de Dickinson, protagonitzat per Lionel Atwill i Lucie Mannheim, va ser The High Command (1937), per a la qual va formar Fanfare Pictures amb Gordon Wellesley. Va visitar Espanya durant la Guerra Civil i va realitzar dos curtmetratges documentals, un dels quals Spanish ABC (1938) "és una defensa sòbria de la política educativa de l'Espanya republicana". Amb poca antelació, Dickinson es va fer càrrec de la direcció de Gaslight (1940). Basada en l'obra de Patrick Hamilton , es va suprimir més tard durant uns anys quan MGM va comprar els drets de la seva versió pròpia, però va provocar una invitació per treballar a Hollywood de David O. Selznick que va ser rebutjada per Dickinson.
Una biografia cinematogràfica de Disraeli, The Prime Minister (1941), protagonitzada per John Gielgud, va ser rebutjada pel seu director, però The Next of Kin (1942) fou descrita per Philip Horne com a "una de les pel·lícules de propaganda més interessants i emocionantment despietades de la guerra". Men of Two Worlds (1946), a partir d'un guió del novel·lista Joyce Cary protagonitzada per Robert Adams, va intentar "explicar una història africana des del punt de vista d'un africà". Va ser una producció difícil; la tripulació va perdre equip i material de pel·lícula.
Per a The Queen of Spades (1949), Dickinson va assumir la responsabilitat amb cinc dies d'avís després que fos recomanat per l'actor Anton Walbrook, l'estrella de  Gaslight, quan es va tancar la producció per col·lapsar-se. Després d'un intent avortat d'adaptar The Mayor of Casterbridge de Thomas Hardy a temps per al Festival de Gran Bretanya, va tornar a Secret People (1952), un projecte molt estimat que Ealing Studios va assumir, però que no va tenir èxit a taquilla i es va convertir en l'últim llargmetratge de Dickinson fet al Regne Unit.
Secret People va ser notable per oferir a Audrey Hepburn el seu primer paper secundari. Realitzant tots els seus propis moviments de ballet durant les seqüències de ball, Dickinson va filmar la prova de pantalla d'Audrey que va portar a l'estrellat internacional. A la prova de pantalla, descriu com ballava perquè el públic recaptés fons per a la resistència als Països Baixos durant la Segona Guerra Mundial. La prova de pantalla es va enviar al director William Wyler i la va portar al càsting com a princesa Ann a Vacances a Roma.
A Israel, Dickinson va dirigir un curtmetratge per a l'exèrcit israelià, The Red Ground (1953), i una pel·lícula en anglès, Hill 24 Doesn't Answer (1955), del qual va reelaborar el guió en col·laboració amb la seva dona Joanna. L'altre treball de Dickinson fora del Regne Unit incloïa un càrrec al Departament d'Informació Pública de les Nacions Unides com a cap dels serveis cinematogràfics de 1956 a 1960. El 1959 va ser membre del jurat del 1r Festival Internacional de Cinema de Moscou.
Després del seu treball amb les Nacions Unides, Dickinson va dedicar l'última part de la seva vida a ensenyar sobre cinema. El 1960 va crear el d’Estudis Cinematogràfics a la Slade School of Fine Art, University College de Londres, on un dels seus primers estudiants va ser Raymond Durgnat, el destacat crític de cinema, Marco Bellocchio i Maysoon Pachachi. El 1967 va ser cap del jurat del 17è Festival Internacional de Cinema de Berlín. El mateix any, va ser nomenat professor del departament, convertint-se en el primer professor d'estudis cinematogràfics del Regne Unit. Va ocupar el càrrec fins a 1971. Va ser nomenat CBE en els Honors d'Aniversari de 1973.
L'Arxiu Thorold Dickinson es troba al Centre d'Arxius i Col·leccions Especials de la University of the Arts London.

## Filmografia parcial
- Love's Option (editor, 1928)
- The School for Scandal (1930, editor)
- Tilly of Bloomsbury (1931, editor)
- The Sport of Kings (1931)
- Shikari (1932)
- The First Mrs. Fraser (1932)
- Loyalties (1933)
- Java Head (editor, part dirigida, 1934)
- Sing As We Go (1934)
- Whom the Gods Love (editor, 1936)
- Calling the Tune (1936)
- L'alt comandament (1937)
- The Arsenal Stadium Mystery (1939)
- Gaslight (1940)
- The Prime Minister (1941)
- The Next of Kin (1942)
- Men of Two Worlds (1946)
- The Queen of Spades (1949)
- Secret People (1952, productor i coguionista)
- Hill 24 Doesn't Answer (1955)
- Overture (1958, productor)